# Maloca

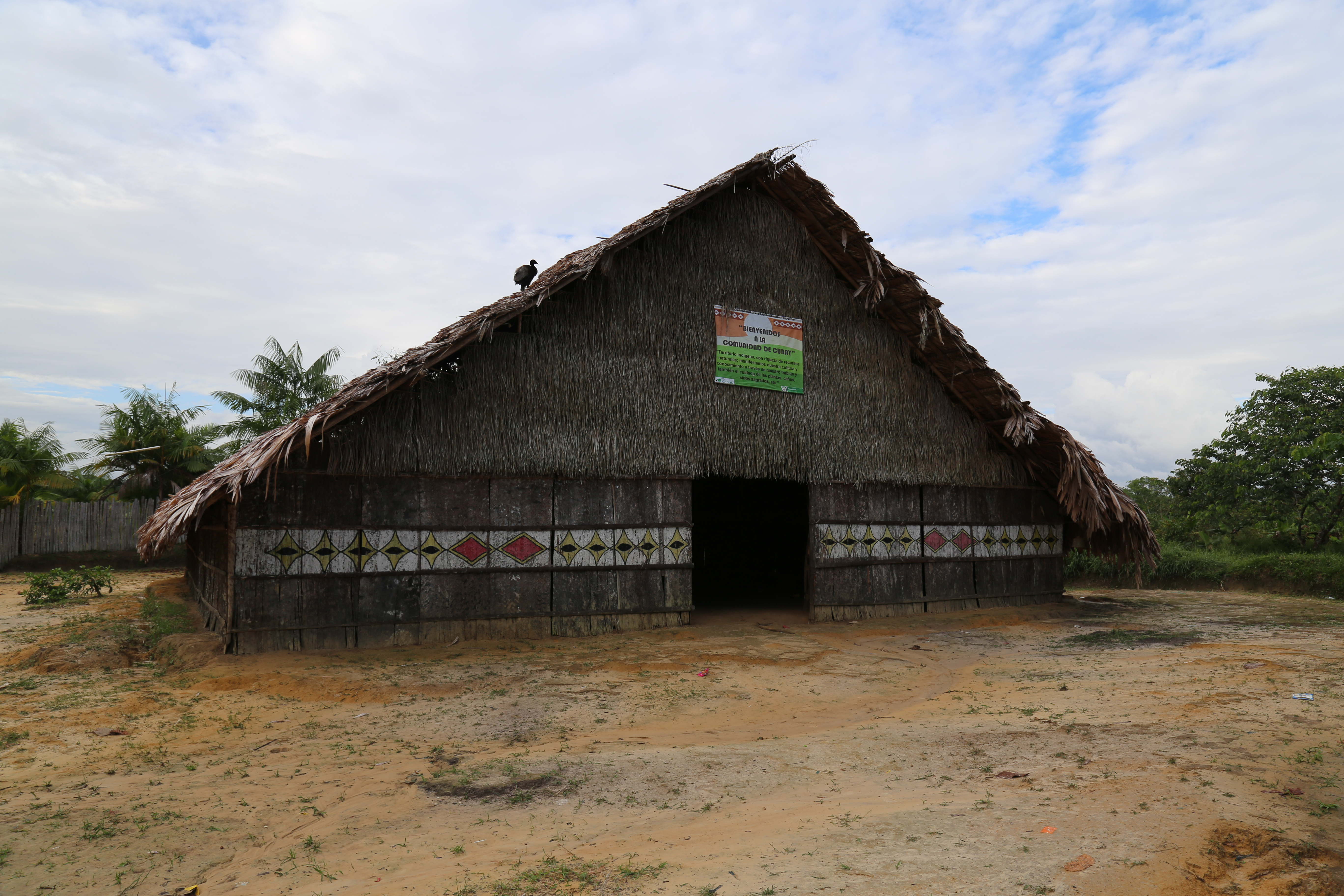
Fotografia de uma maloca

Maloca é um tipo de cabana comunitária utilizada por alguns nativos indígenas da região amazônica, notadamente na Colômbia e Brasil. Cada aldeia tem sua própria espécie de maloca, com características únicas que ajudam a distinguir um povo do outro. É feita com madeira e palha.

## Etimologia
"Maloca" vem do araucano malocan, "fazer hostilidade". Pode ter vindo também do tupi "mar'oka", que quer dizer "casa de guerra; ranchada de índios".

## Outros usos
Mais notadamente no Rio Grande do Sul e São Paulo, o termo "maloca" foi muito usado até fins da década de 90 para designar habitações construídas com materiais improvisados e pouco usuais na construção civil, que iam de sobras de madeira a papelão e lona.

### Na cultura popular
Em 1955, o cantor e compositor Adoniran Barbosa, aludindo ao significado da palavra como habitação improvisada, retratou essa realidade no samba Saudosa Maloca, uma crítica direta à visão ideológica de um São Paulo capitalista, burgues e asséptico, que as elites locais tentavam vender para o país e para o mundo. Bem como, apresentava uma cidade que se transformava em sua paisagem urbana.